# Anna Mae Routledge

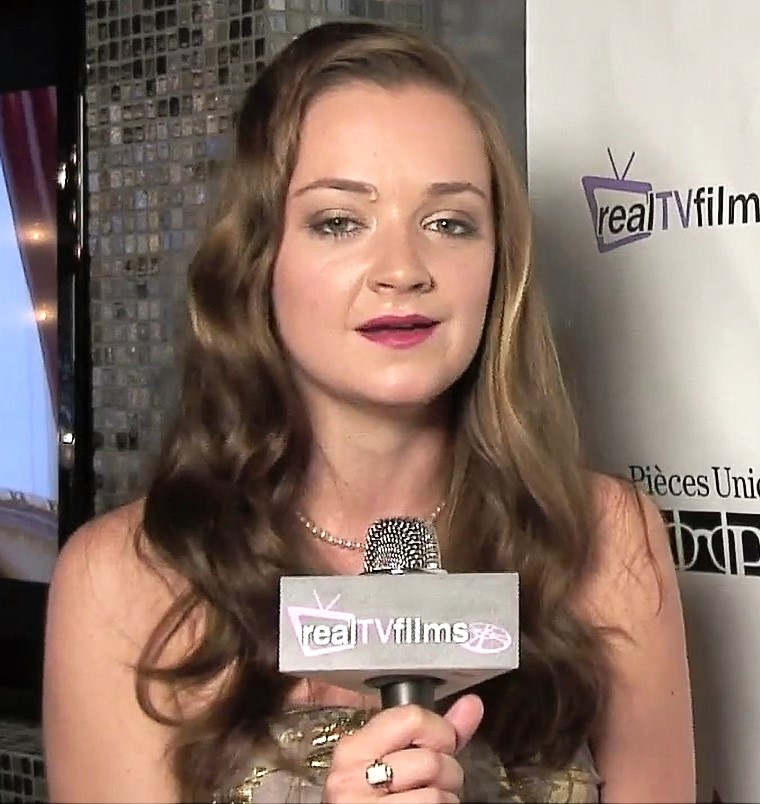
Anna Mae Routledge, 2010

Anna Mae Routledge (* 31. März 1982 in Calgary, Kanada als Anna Mae Wills) ist eine kanadische Schauspielerin. Sie ist für ihre Rolle als Celeste im Disney Channel Original Movie Der 16. Wunsch bekannt. Zu ihren weiteren Filmen gehören 2012 unter der Regie von Roland Emmerich und I Love You, Beth Cooper.

## Leben
Anna Mae Routledge erschien in der CBS-Serie Harper’s Island in der wiederkehrenden Rolle der Kelly Seavers. Routledge war auch in Hallmark Hall of Fames Ein Hund namens Weihnachten mit Bruce Greenwood zu sehen und hatte Auftritte in Episoden von Life Unexpected, Smallville, Supernatural und Psych.
Sie absolvierte die University of Windsor im Jahr 2004 mit einem Bachelor of Fine Arts.

## Filmografie
- 2006: Heather’s Prom
- 2007: Baltimore
- 2007: Intelligence (Fernsehserie, Folge 2x07)
- 2008: Kill Switch
- 2008: Psych (Fernsehserie, Folge 2x11)
- 2008: Supernatural (Fernsehserie, Folge 3x14)
- 2008: The Art of War II: Der Verrat (The Art of War: Betrayal)
- 2008: The Guard (Fernsehserie, Folge 1x01)
- 2008: All the Comforts (Fernsehserie)
- 2009: 2012
- 2009: Harper’s Island (Fernsehserie, 3 Folgen)
- 2009: I Love You, Beth Cooper
- 2009: Smallville (Fernsehserie, Folge 8x21)
- 2009: Cole
- 2009: Ein Hund namens Weihnachten (A Dog Named Christmas)
- 2009: Gemeinsam stärker – Personal Effects (Personal Effects)
- 2010: Der 16. Wunsch (16 Wishes)
- 2010: Life Unexpected – Plötzlich Familie (Life Unexpected) (Fernsehserie, Folge 1x04)
- 2010: Amazon Falls
- 2010: Cat vs. Man
- 2010: Meteor Storm (Fernsehfilm)
- 2010: Stained
- 2010: The Cult
- 2011: A Mile in His Shoes
- 2011: Kits
- 2013: The Killing (Fernsehserie, Folge 3x06)
- 2013: The Carpenter’s Miracle
- 2013: Tom Dick & Harriet